# Garvamore Barracks

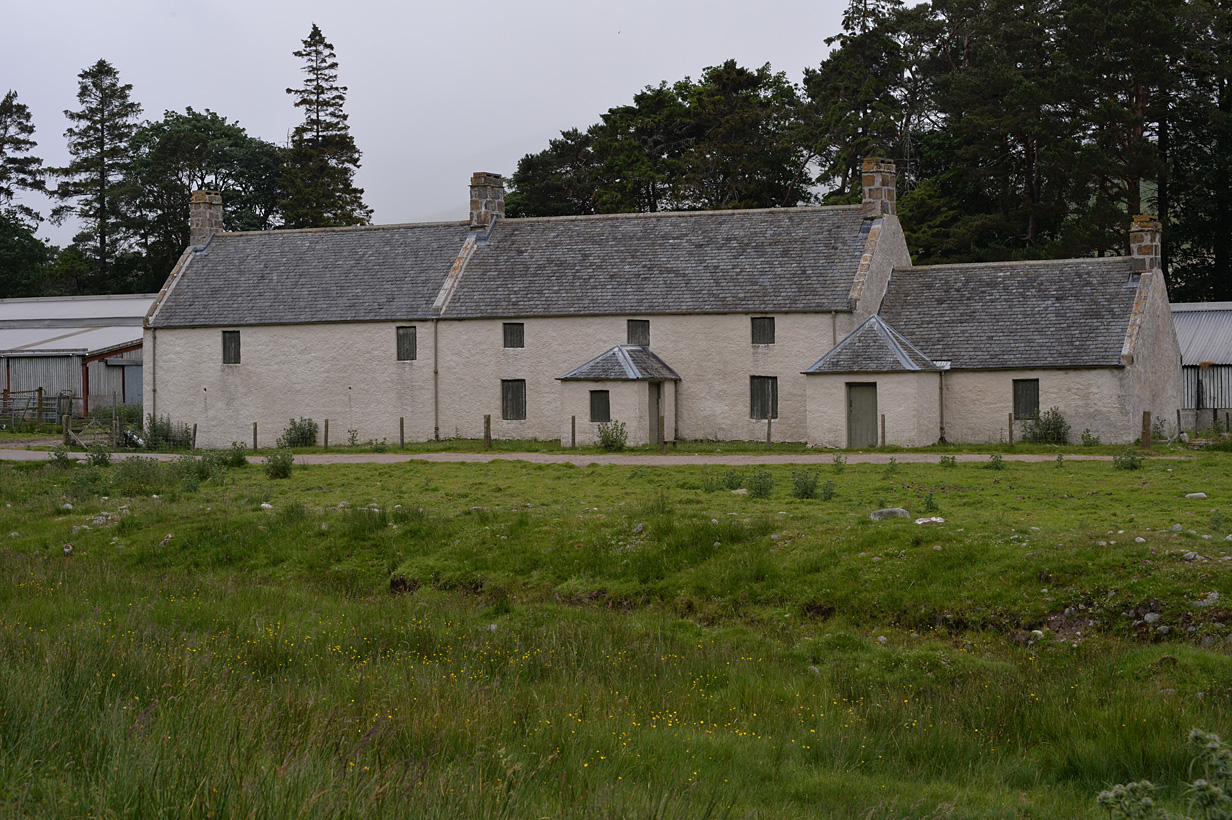
Garvamore Barracks

Die Garvamore Barracks, auch Garva Barracks, sind ein Wohngebäude in den Monadhliath Mountains nahe der schottischen Ortschaft Laggan in der Council Area Highland. 1971 wurde das Bauwerk in die schottischen Denkmallisten in der höchsten Denkmalkategorie A aufgenommen. Eine zusätzliche Einstufung als Scheduled Monument wurde 1997 aufgehoben.

## Geschichte
In den 1720er und 1730er Jahren plante und leitete General Wade den Bau von Militärstraßen in den schottischen Highlands. 1731 erreichte eine Militärstraße die Monadhliath Mountains und wurde entlang eines Viehtriebs über den Corrieyairack Pass nach Fort Augustus geführt. Die Garvamore Barracks wurden vermutlich um 1740 entlang der Straße nahe der heutigen Wüstung Garvamore errichtet. Obschon ihr Name auf eine Kaserne schließen lässt, handelte es sich um einen Bewirtungs- und Beherbergungsbetrieb. Möglicherweise etablierte sich der Name, da bereits 1717 die Errichtung einer Kaserne in der Gegend diskutiert, jedoch nie ausgeführt wurde. Auch ein gemischtes Publikum aus Militärangehörigen und Viehhirten, die ihre Herden über den Corrieyairack Pass trieben und nahe der Gaststätte grasen lassen konnten, ist denkbar. Auch die Nutzung als militärisches Wegquartier wird in Betracht gezogen. Tatsächlich datiert die früheste schriftliche Erwähnung des Namens jedoch erst auf das Jahr 1890. Er könnte somit auch dem militärromantischen Zeitgeist des viktorianischen Zeitalters entspringen und nicht die Realität abbilden.
Nach Aussagen stand das Gebäude 1991 schon seit vielen Jahren leer. In den 1960er Jahren waren die Schindeln entfernt und durch Planen ersetzt worden. 1997 wurde das Bauwerk in das Register gefährdeter denkmalgeschützter Bauwerke in Schottland aufgenommen. Im Rahmen einer Begehung wurde ungesichertes Mauerwerk sowie ein eingestürzter Dachstuhl festgehalten. Im Mai 1999 wurde mit der Restaurierung des Dachstuhls und des Mauerwerks begonnen. Die 2004 abgeschlossenen Arbeiten hinterließen ein sicheres und wasserdichtes Gebäude, das jedoch weiterhin ungenutzt daliegt. Die Öffnungen sind durch Bretter verschlossen, was im Juli 2020 bestätigt wurde. Der Zustand der Garvamore Barracks wird als befriedigend bei geringem Risiko auf Verschlechterung eingestuft.

## Beschreibung
Die Garvamore Barracks stehen an der alten Militärstraße im Tal des Spey rund 200 Meter südlich dessen rechtem Ufer. Die Gegend in den Monadhliath Mountains ist quasi unbesiedelt. Die nächstgelegene Siedlung ist der neun Kilometer östlich gelegene Weiler Laggan. Die Militärstraße, die den Spey 750 Meter westlich auf der Garva Bridge quert, besitzt heute keine infrastrukturelle Bedeutung. Der Komplex besteht aus drei Einheiten, einem Wohngebäude, einer etwas später ergänzten Stallung und einem kleinen eingeschossigen Anbau an der Ostseite. Das Mauerwerk besteht aus Feldstein mit äußerlichem Harl-Verputz. Die ursprüngliche Tür ist durch einen Vorbau mit Walm verdeckt. Am flacheren Anbau tritt ein weiterer Vorbau mit Pyramidendach hervor, während die Stallungen über die Gebäuderückseite betreten werden. Es sind Sprossenfenster verschiedener Dimensionen eingelassen. Die abschließenden Satteldächer sind schiefergedeckt.